# Горгон (Томи Шишидо)
Горгон (англ. Gorgon) — суперзлодей, появляющийся в американских комиксах Marvel Comics. Враг Росомахи

## Биография

### Происхождение
Когда Томи было две недели, он уже произнес свое первое предложение. Когда ему было три месяца, он уже мог ходить. К своему первому дню рождения он уже умел читать и писать. В возрасте четырех лет он вошел в пятерку лучших художников современной Японии. Когда ему было шесть лет, он уже дважды попытался покончить с собой и сочинил свою первую оперу. Когда ему было тринадцать, он осознал свое состояние мутанта со способностью превращать тех, с кем он смотрит в глаза, в камень. Как следствие, японские СМИ окрестили его Горгоной. Чтобы справиться со своими смертоносными способностями, он научился сражаться и действовать в повседневной жизни с завязанными глазами, отчасти благодаря низкоуровневым телепатическим способностям. В этом возрасте он также разработал математическую формулу, которая, без сомнения, доказывала существование Бога. Это последнее событие, казалось, глубоко повлияло на Шишидо, который пришел к убеждению, что если Бог существует, то человек может быть не более чем его рабом, что привело его к развитию великой ненависти к единственной концепции существования Бога.
Будучи подростком, Горгон сформировал мутантный культ смерти под названием Рассвет Белого Света и подверг Японию неустанным террористическим атакам в течение четырех лет. Когда ему было восемнадцать, он убил свою семью и единственного настоящего друга, чтобы привлечь внимание древнего клана ниндзя, известного как Рука, и доказать им, что он не чувствует страха. Первого он окаменел и держал в своей квартире в Кобе. Вскоре после их убийства его посетил легендарный агент Гидры, известный как Кракен. Он предоставил молодому Горгону меч Godkiller, артефакт, который дарует ему его судьбу. Godkiller был одним из двух клинков, выкованных по приказу Зевса и Амацу-Микабоши, когда их соответствующие пантеоны божеств, Олимпийцы и Амацу-Ками, вступили в войну. Этот дар дал Горгоне силу убивать то, что он ненавидел больше всего на свете: Богов.
Стремясь к более темным и великим вещам, чем Рассвет, Горгона нашел святилище Руки в сельской местности Японии и убил всех его охранников с завязанными глазами, чтобы продемонстрировать свои способности. Горгона вошла внутрь и поклялась в верности джонину Десницы. Когда мастер усомнился в его преданности, Горгона пронзила себя собственным мечом и умоляла воскреснуть на последнем издыхании. Впечатленная его преданностью, Рука вернула Горгону из смерти, и он стал одним из их лучших воинов. Через год он стал Верховным Жрецом Руки и управлял кланом. Вскоре после этого он заключил союз с Гидрой.

### Встреча с Росомахой
Ложно утверждая, что хочет проявить себя против воина Росомахи, Горгона приказала Руке похитить сына Ичиро Яшиды, двоюродного брата мертвой невесты Росомахи, Марико Яшиды. Росомаха встретился с похитителями в Японии только для того, чтобы обнаружить, что это была расставленная для него ловушка. Он уничтожил всех воинов Руки, пока не остался только Горгон. Росомаха был выведен из строя, будучи пронзенным через грудь Горгоной, которая, в свою очередь, объявила, что мальчик уже казнен. С помощью лидера Гидры Барона Штрукера Горгона подвергла Росомаху промыванию мозгов и выпустила его ослабленное тело в Южную Америку, чтобы его восстановил Щ.И.Т.
Будучи агентом Гидры, Росомаха разорил Геликарриер, которому противостояла Электра. Ему также удалось проникнуть и украсть технологические голубые отпечатки у Рида Ричардса в Бакстер-билдинг, чтобы они могли быть вооружены Гидрой и дестабилизировать банковскую индустрию. Тем временем Горгон вступил в сексуальные отношения с Эльсбет фон Штрукер, женой барона Штрукера. Когда Росомаха приблизился к своей следующей цели, Сорвиголове, Горгона повел свои войска, чтобы противостоять Электре, которая с самого начала была его настоящей целью. Горгона преуспела во время боя, и Электру отвели к церемониальному алтарю для ритуала промывания мозгов.
Чтобы убить президента Соединенных Штатов, Гидра послала Росомаху против Института Ксавье, чтобы использовать телепатическую машину Церебро для совершения попытки убийства. Миссия провалилась, но привела к тому, что Человек Икс Нортстар был убит, а Росомаха попал под стражу Щ.И.Т. После неудачи барон Штрукер был устранен Горгоной в рамках планов своей жены; в результате Горгона стала новой Верховной Гидрой. Имея под своим командованием Гидру, Руку и Рассвет Белого Света, Горгона назначила Электру возглавить армию зомбисверхчеловеческие солдаты, включая Northstar, в яростной войне против Щ.И.Т.
Их первый удар по Щ.И.Т. был сорван Росомахой, который восстановил свой разум. В новой попытке вызвать глобальный террор Горгон использовал исследования Ричардса, чтобы заставить А.И.М. спроектировать и построить машины смерти для своего дела уничтожения Божьего творения. Узнав, что Электра на самом деле находится в глубоком укрытии, Росомаха и Щ.И.Т. смогли нацелиться на базы Гидры. Щ.И.Т. предпринял атаку, которая уничтожила убежище Горгоны на Манхэттене, убив при этом Элсбет фон Штрукер. Затем Горгона была перехвачена Росомахой, прежде чем он смог завершить свою цель. В жестокой битве два воина нанесли друг другу сокрушительные раны. В отместку Горгона решила убить Ника Фьюри. Прерванный Росомахой, Горгон сумел одержать верх и попытался использовать свою мутантную способность превратить Росомаху в камень. Росомаха в последний момент вытащил когти, заставив Горгону увидеть собственное отражение в металлических когтях. В результате сила Горгоны была перенаправлена обратно на него самого. Как только Горгон превратился в камень, Росомаха разорвал его тело на куски.

### Высший совет Гидры
После того, как Ник Фьюри обнаружил, что Гидра, по-видимому, контролировала Щ.И.Т. с самого начала, барон Штрукер решил создать Высший Совет, чтобы управлять Гидрой и направлять ее в предстоящей войне с Фьюри. Он собрал давнего агента Гидры Гадюку, таинственную Мадам Гидру, биологический эксперимент, известный как Улей, и Кракена, тайно убитого и замененного Джейком Фьюри. Желая иметь могущественного последнего члена своего Совета, Штрукер приказал Гидре украсть окаменевшие останки Горгона из Затем Гидра атаковала второй Сумеречный Рассвет, храм воскрешения Руки, и заставила верховного жреца использовать оставшиеся каменные фрагменты, чтобы воскресить Горгону. Этот акт поглотил жизнь всех присутствующих членов Руки. Ритуал прошел успешно, и Горгон присоединился к новому правящему Совету.
После своего воскрешения Горгон столкнулся с Тайными Воинами Фьюри, когда Гидра захватила бывший изолятор Щ.И.Т. под названием Красный Червь. Он использовал свой меч, чтобы отрезать предплечья Йо Йо Родригеса. Фобос, сын Ареса и бог страха, попытался использовать свою силу против Горгоны, но ему было приказано отступить. Заинтригованный богом-младенцем, Горгона пообещал себе, что однажды он убьет бога. Вскоре после этого Горгона присутствовала вместе с остальными членами правящего совета Гидры, когда Тайные Воины вторглись на одну из баз H.A.M.M.E.R. Стоунволл столкнулся с Горгоном из-за того, что сделали с Йо-Йо. Горгон полоснул по туловищу Стоунволла, но был побежден. Бой был прерван Кракеном, который предположил, что среди них должен быть предатель, и приказал отступить войскам Гидры, к большому разочарованию Горгона.
Когда агенты Левиафана напали на Немезиду, Горгон сражался с ними, чтобы защитить свою базу. Он легко победил нападавших, используя свой меч и свои способности окаменения. Когда он добрался до их лидера и пытал его, чтобы получить ответы, он узнал, что у Левиафана была Гадюка. Горгона бросилась через Немезиду, но не смогла помешать Левиафану сбежать с Вайпером. В Геенне Горгон поймал подозрительную мадам Гидру, готовящуюся искать Вайпера, несмотря на то, что она не была очищена психически. Мадам Гидра утверждала, что Кракен тратит свое время на поиски возможного предателя, в то время как Левиафан может извлекать все свои секреты из Гадюки. Горгона сканировали пси-агенты, которые определили, что он не предатель. Затем он пожалел, что позволил мадам Гидре уйти, так как она, безусловно, была предателем. Однако Кракен показал, что он установил устройства слежения на всех их транспортах и определил, что мадам Гидра была в России, будучи на самом деле графиней Валентиной де Фонтен, агентом Левиафана. На встрече между Гидрой и Левиафаном Орион попросил предложение подчинения от Гидры. Штрукер отказался и приказал Горгоне убить его. Однако Орион пережил удар в плечо, когда Магадан отшвырнул его своим молотком. С этого момента Гидра и Левиафан находились в состоянии войны.
Когда Тайные Воины Фьюри атаковали Геенну, Горгона наконец столкнулась лицом к лицу с Фобосом. После напряженной битвы Траворез Фобоса уничтожил Убийцу Богов Горгоны. Хотя Фобос, по-видимому, выиграл битву, Горгоне удалось использовать один из осколков своего клинка, чтобы убить Фобоса, тем самым выполнив свою клятву однажды убить бога. После битвы Горгона забрал себе Кузнеца в качестве военной добычи.

### Темные Мстители
Когда Гидра заключила союз с Х.А.М.М.Э.Р. Нормана Осборна, Горгон стал частью Новых Темных Мстителей как их Росомаха. Вместе с мадам Гидрой он планировал убить Осборна, когда тот станет слишком опасным, и использовать Темных Мстителей, чтобы посеять раздор, служа голосом бесправных. Горгон и другие члены Темных Мстителей потерпели поражение, когда их товарищ по команде Скаар раскрыл себя как двойного агента и вызвал обе команды Мстителей, чтобы уничтожить их.

### Мир Мстителей
Посеяв хаос в Мадрипуре, Рука и Горгона (снова назначенные их лидером) использовали ритуал, чтобы пробудить дремлющего дракона, на голове которого покоился остров. Шан-Чи попытался противостоять ему, но потерпел неудачу. Затем дракон полетел в Гонконг, где и был убит, столкнувшись с сопротивлением Восходящих. Используя Частицы Пима, Шан-Чи превратился в гиганта и победил дракона в бою. Однако перед этим он оторвал базу Горгоны от Мадрипура и отбросил ее на несколько миль.

### Алый самурай
Позже Горгон воскресил Марико Яшиду, сделав ее одним из своих силовиков, известных как Алый самурай. Затем Горгон планировал убить нынешнего лидера Клана Яшида, Сингэна Хараду II, известного как Серебряный Самурай, чтобы заменить его Марико, что привело бы к резкому разрыву отношений.
Позаботившись о Серебряном самурае, Горгон смог приобрести свежий запас нового дизайнерского дополнения под названием Regenix, разработанного Yashida Corp. Regenix позволял своему пользователю получать ускоренные способности к регенерации, но препарат вызывал привыкание и был недолговечным и мог привести к смерти своих пользователей в случае длительного использования. Regenix также терял свою эффективность при воздействии низких температур.
Горгон использовал Regenix для своей армии, делая своих убийц нежити почти неудержимыми, но запас Regenix был на исходе, и довольно скоро Старик Логан был вовлечен. Горгона поручила Алому Самураю позаботиться о Логане, и вместе с нежитью ниндзя Руки, работающей на Regenix, она смогла победить его. После того, как Логан был избит, Горгон сказал Марико раскрыть ему свою личность, что привело его в ужас. Затем Горгона сказала Марико убить Логана, но она заколебалась, ее память о Логане замедлилась, Логан воспользовался этой возможностью, чтобы сбежать и поклялся, что убьет Горгону за то, что он сделал с ней.
Вскоре после этого Серебряный Самурай показал, что пережил предыдущую атаку Горгоны и объединился с Логаном, чтобы остановить его. Дуэт смог победить армию Горгоны и освободить Марико из-под его контроля, не видя другого пути, Горгон сбежал в Мадрипур, где на Остров только что прибыла мошенническая партия Regenix. Горгон намеревался использовать Regenix, чтобы завоевать Мадрипур, но Логан и Алый Самурай выследили его до Мадрипура, где Горгон смог пронзить грудь Логана мечом, но старик также сумел серьезно ранить его своими когтями. Ослабленный и все еще истекающий кровью после атаки Логана, Горгон столкнулся с Марико, которая победила его, но когда она собиралась убить его, он был спасен своей армией ниндзя и смог убежать.

## Cилы и способности
Горгон обладает множеством сверхчеловеческих способностей, некоторые из которых были обусловлены естественной генетической мутацией, а некоторые были мистически дарованы ему после воскрешения Рукой.

### Силы мутанта
Трансмутация: основная мутантная способность Горгона - это способность превращать любого, кто вступал с ней в прямой зрительный контакт, в камень, подобно Горгоне Медузе из древнегреческой мифологии.

Телепатия: Горгон обладает умеренной формой телепатии, пределы которой неизвестны. Однако он способен мысленно общаться с отдельными людьми, как это было с Электра. Горгон использовал свою телепатию, чтобы мысленно "видеть" все вокруг себя, даже когда у него были завязаны глаза. Обычно он использует свою телепатию во время боевых ситуаций, что позволяет ему предсказывать нападение и стратегию противника.

Эмпатия: Он обладает способностью псионически ощущать эмоции других людей.

Интеллект уровня гениальности: Шишидо также является супер-гением-эрудитом, демонстрируя экстремальные уровни развития и опыта в различных областях на протяжении всей своей жизни. Он может быстро обрабатывать и анализировать несколько информационных потоков, эйдетическую память (это означает, что он никогда ничего не забывает и имеет идеальный отзыв), скорость чтения и высокие дедуктивные / рассуждающие навыки.

### Силы после Воскрешения
Сверхчеловеческая сила: Физическая сила была увеличена до низких сверхчеловеческих уровней. На своем пике способен поднять примерно 1 тонну. Было заявлено, что он обладает "Сверхчеловеческой силой класса 2"

Сверхчеловеческая скорость: Горгон способен бегать и двигаться со скоростью (возможно, в диапазоне 111-115 миль в час), превосходящей скорость лучшего спортсмена-человека. Он продемонстрировал всплески скорости, которые, по крайней мере, на коротких расстояниях, сделали его слишком быстрым для Росомахи, чтобы видеть, даже с его обостренным зрением и слухом.

Сверхчеловеческая выносливость: развитая мускулатура Горгона производит меньше токсинов усталости во время физической активности, чем мускулатура обычного человека. Полные пределы его выносливости неизвестны, но он может физически напрягаться в течение как минимум 24 часов, прежде чем накопление токсинов усталости в его крови начнет ухудшать его.

Сверхчеловеческая прочность: кожа, кости и мышечные ткани Горгона увеличены до уровней, которые значительно прочнее и тверже, чем у человека, и ткани невосприимчивы к травмам в необычайной степени.

Регенеративный фактор исцеления: Горгон обладает ускоренным фактором исцеления, который позволяет ему быстро восстанавливать поврежденные или разрушенные ткани организма. Полная степень его целительских способностей неизвестна. Он показал способность регенерировать поврежденные / отсутствующие органы. Он может быть невосприимчив ко всем болезням, инфекциям, ядам, нервным токсинам любого рода и полностью устойчив к таким болезням, как сибирская язва, оспа и ВИЧ.

Сверхчеловеческая ловкость: Способность Горгона, равновесие и координация тела - все это повышается до уровней, выходящих за естественные пределы даже самого лучшего спортсмена-человека.

Сверхчеловеческие рефлексы: рефлексы Горгоны также улучшены и превосходят рефлексы лучшего спортсмена-человека. Горгона продемонстрировал достаточные рефлексы, чтобы позволить ему отражать встречные пули своим мечом с удивительной легкостью и непринужденностью.

## В других СМИ

### Телевидение
Горгон упоминается в эпизоде мультсериала Мстители: Величайшие герои Земли «Укус вдовы» как глава клана Яшида; Мадам Гидра сообщает барону Штрукеру, что Горгоны и клан Яшида присягнули Гидре.

### Видеоигры
Горгон появляется в игре Marvel Heroes, озвученной Криспином Фриманом.

Горгон появляется как босс в игре Marvel Puzzle Quest.